# Grammatologie
La grammatologie est un terme qui fut formulé pour la première fois par le linguiste Ignace Gelb en 1952 pour parler de l’étude scientifique des systèmes d’écriture ou des caractères. Elle inclut la typologie des caractères, l’analyse des propriétés structurelles des caractères, ainsi que la relation entre le langage écrit et oral. Au sens général, certains spécialistes incluent aussi l’étude de l’alphabétisation dans la grammatologie et, dans les faits, l’impact de l’écriture sur la philosophie, la religion, la science, l’administration et autres aspects de l’organisation de la société.
Le terme a été ensuite repris dans des sens différents en philosophie.

## La théorie de l’école de communication de Toronto
Pour un article plus général, voir École de communication de Toronto.
Parmi les spécialistes les plus directement associés à la grammatologie, qui est considérée comme l’histoire et la théorie de l’écriture, on cite Eric Havelock (The Muse Learns to Write), Walter J. Ong (Orality and Literacy), Jack Goody (Domestication of the Savage Mind), et sans oublier Marshall McLuhan (La Galaxie Gutenberg). La grammatologie apporte à tout sujet une considération de la contribution de la technologie et de l’appareil matériel et social du langage. On peut remarquer un traitement plus théorique de l’approche dans les travaux de Friedrich Kittler (Discourse Networks: 1800/1900) et d’Avital Ronell (The Telephone Book).

## Le déconstructionnisme
En 1967, le philosophe  Jacques Derrida emprunta le terme, mais l’utilisa de manière différente dans son ouvrage De la grammatologie. Derrida avait pour objectif de montrer que l’écriture n’est pas simplement une reproduction de la parole, mais que la façon dont les pensées sont consignées dans l’écriture affecte fortement la nature de la connaissance. La déconstruction, d’un point de vue grammatologique, remet l’histoire de la philosophie en général, et la métaphysique en particulier, dans le contexte de l’écriture en tant que telle. De ce point de vue, la métaphysique est entendue comme une catégorie ou un système de classification propre à l’invention de l’écriture alphabétique et de son institutionnalisation à l’école. Tout comme le Lycée d’Aristote, l’Académie de Platon fait tout autant partie de l’invention de l’alphabétisme que l’introduction de la voyelle pour créer l’alphabet grec classique. Gregory Ulmer reprit cette trajectoire, de la grammatologie historique à la grammatologie philosophique, pour y ajouter la grammatologie appliquée (Applied Grammatology: Post(e)-Pedagogy from Jacques Derrida to Joseph Beuys, Johns Hopkins, 1985). Ulmer inventa le terme « electracy » pour attirer l’attention sur le fait que les technologies numériques et leur élaboration dans les nouvelles formes de médias font partie d’un appareil qui est à ces inventions ce que l’alphabétisme est aux technologies de l’alphabet et de l’imprimerie. La grammatologie étudie l’invention d’un appareil tout au long du spectre de ses manifestations : la technologie, les pratiques institutionnelles et les comportements identitaires. Marc Wilhelm Küster combine l’approche de Derrida avec l’étude de Gelbs de l’écriture pour construire une vision plus inclusive de l’interaction entre l’écriture et nos façons de voir le monde.

## Le structuralisme et le post-structuralisme
Les formes les plus communes d’écriture littéraire sont le structuralisme et le post-structuralisme. Le linguiste suisse Ferdinand de Saussure était considéré comme un personnage clé pour les approches structurelles du langage. Saussure a écrit « La langue et l’écriture sont deux systèmes de signes distincts, l’unique raison d’être du second est de représenter le premier ». Peter Barry l’explique bien dans son ouvrage Beginning Theory.
Dans les années 1960, le post-structuralisme apparut avec Roland Barthes et Jacques Derrida, deux des principaux contributeurs de ce mouvement. L’écriture de Barthes a été décrite comme intéressante car il est possible d’y voir la transition entre ces deux styles littéraires en comparant ses premiers travaux et ses plus récents. Ses premiers travaux sont méthodiques et très structurés dans leur élocution. Ses travaux se transforment ensuite en une écriture qui a été décrite comme aléatoire dans sa séquence et floue, ce qui constitue une caractéristique clé de l’écriture post-structuraliste. Jacques Derrida publia beaucoup de travaux sur la théorie de l’alphabétisation mais la plupart sont plus considérés comme philosophiques que fondés sur l'étude de l’écriture elle-même. Cependant, un des écrits les plus influents sur le post-structuralisme est « De la grammatologie », un ouvrage écrit par Jacques Derrida. Cet ouvrage contenait un slogan célèbre, « Il n’y a pas de hors texte », qui constitue aujourd’hui l’une des phrases les plus citées lors de débats sur la grammatologie. Cette opinion de Derrida est totalement différente de celle de Saussure, qui pense que la signification des mots est en dehors du texte.